# Slalomvärldsmästerskapen i kanotsport 2011
Slalomvärldsmästerskapen i kanotsport 2011 anordnades den 7-11 september i Bratislava, Slovakien. 

## Medaljsummering

### Medaljtabell
| Pl.    | Nation         | Guld | Silver | Brons | Totalt |
| ------ | -------------- | ---- | ------ | ----- | ------ |
| 1      | Slovakien      | 3    | 2      | 3     | 8      |
| 2      | Frankrike      | 2    | 2      | 1     | 5      |
| 3      | Tyskland       | 1    | 2      | 1     | 4      |
| 4      | Tjeckien       | 1    | 1      | 1     | 3      |
| 5      | Österrike      | 1    | 0      | 0     | 1      |
| 5      | Slovenien      | 1    | 0      | 0     | 1      |
| 7      | Kina           | 0    | 1      | 0     | 1      |
| 7      | Polen          | 0    | 1      | 0     | 1      |
| 9      | Storbritannien | 0    | 0      | 1     | 1      |
| 9      | Italien        | 0    | 0      | 1     | 1      |
| 9      | Spanien        | 0    | 0      | 1     | 1      |
| Totalt | Totalt         | 9    | 9      | 9     | 27     |

### Herrar
| Gren    | Guld | Poäng  | Silver | Poäng  | Brons | Poäng  |
| C-1     | Denis Gargaud Chanut (FRA)                                                                                           | 101,14 | Nico Bettge (GER)                                                                                           | 103,83 | Matej Beňuš (SVK)                                                                                         | 103,91 |
| C-1 lag | Slovakien Michal Martikán Alexander Slafkovský Matej Beňuš                                                           | 109,97 | Tyskland Sideris Tasiadis Nico Bettge Jan Benzien                                                           | 114,95 | Tjeckien Stanislav Ježek Vítězslav Gebas Tomáš Indruch                                                    | 115,74 |
| C-2     | Slovakien Pavol Hochschorner Peter Hochschorner                                                                      | 106,76 | Frankrike Denis Gargaud Chanut Fabien Lefèvre                                                               | 107,49 | Slovakien Ladislav Škantár Peter Škantár                                                                  | 109,86 |
| C-2 lag | Frankrike Gauthier Klauss & Matthieu Peche Pierre Labarelle & Nicolas Peschier Denis Gargaud Chanut & Fabien Lefèvre | 127,27 | Slovakien Pavol Hochschorner & Peter Hochschorner Ladislav Škantár & Peter Škantár Tomáš Kučera & Ján Bátik | 127,94 | Storbritannien David Florence & Richard Hounslow Tim Baillie & Etienne Stott Rhys Davies & Matthew Lister | 129,51 |
| K-1     | Peter Kauzer (SLO)                                                                                                   | 96,01  | Mateusz Polaczyk (POL)                                                                                      | 97,22  | Fabien Lefèvre (FRA)                                                                                      | 98,89  |
| K-1 lag | Tyskland Sebastian Schubert Hannes Aigner Alexander Grimm                                                            | 110,79 | Frankrike Boris Neveu Vivien Colober Fabien Lefèvre                                                         | 111,83 | Italien Giovanni De Gennaro Daniele Molmenti Omar Raiba                                                   | 112,44 |

### Damer
| Gren                          | Guld                                                  | Poäng  | Silver                                                         | Poäng  | Brons                                                  | Poäng  |
| C-1                           | Kateřina Hošková (CZE)                                | 138,58 | Cen Nanqin (CHN)                                               | 140,13 | Katarína Macová (SVK)                                  | 140,24 |
| C-1 lag (icke-officiell gren) | Australien Jessica Fox Rosalyn Lawrence Leanne Guinea | 179,44 | Kina Teng Qianqian Cen Nanqin Xu Yanru                         | 194,69 | Tyskland Mira Louen Michaela Grimm Lena Stöcklin       | 230,51 |
| K-1                           | Corinna Kuhnle (AUT)                                  | 110,05 | Jana Dukátová (SVK)                                            | 113,33 | Maialen Chourraut (ESP)                                | 113,58 |
| K-1 lag                       | Slovakien Elena Kaliská Jana Dukátová Dana Mann       | 131,90 | Tjeckien Štěpánka Hilgertová Irena Pavelková Kateřina Kudějová | 132,25 | Tyskland Jasmin Schornberg Melanie Pfeifer Claudia Bär | 134,77 |